# Лінія-Костій
Лінія-Костій (рум. Linia Costii) — село у повіті Телеорман в Румунії. Входить до складу комуни Талпа.
Село розташоване на відстані 64 км на захід від Бухареста, 34 км на північ від Александрії, 119 км на схід від Крайови.

## Населення
За даними перепису населення 2002 року у селі проживали 230 осіб, усі — румуни. Усі жителі села рідною мовою назвали румунську.